# قروه درجزين
قروه درجزين (بالفارسية: قروه درجزین) هي مدينة تقع في إيران في مقاطعة قروه درجزين. يقدر عدد سكانها بـ 9,335 نسمة .